# 熊谷市立女子高等学校
熊谷市立女子高等学校（くまがやしりつじょしこうとうがっこう）は、過去に埼玉県熊谷市原島にあった高等学校。全日制で普通科と外国語科を設置。
熊谷市内には、県立の熊谷女子高校があることにより、区別のため「市女（いちじょ）／市立女子高（いちりつじょしこう）」と略される。
熊谷市立としては唯一の高等学校であった。

## 概要
- 女子生徒の遠距離通学を解消する目的で開校された。
- かつては市女高の近くに東武鉄道熊谷線の大幡駅があった。
- 定員割れ等を理由に熊谷市はPTAなどの反対を押し切り、2007年度の卒業生を以て廃校とした。
  - 跡地の活用に関して熊谷市が模索し、明治大学と立正大学から中高一貫校設置の話が出ていたが、熊谷市と条件面で折り合わず（各大学側が提示した条件には熊谷市への負担が多すぎる）、交渉は決裂している。立正大学としては、教養部設置から熊谷市と連携して高等教育機関として地元にも貢献してきたが、交渉中にもかかわらず明治大学と交渉するなど信義に反することがあり、理事会でも熊谷市との関係性を問う声が聞かれた。今後は品川キャンパスへの回帰を含めて学部再構築などがなされる可能性が高まっている。
  - 共学化すれば人気が上昇するのでは、という声もあったが共学化の是非についてはほとんど議論されないまま廃校が決定された。
  - 市女高を廃校にした事により、熊谷市は年間およそ6億円の予算を浮かす事ができるようになった。
- 関東地方で最後の「市立の女子高校」であった（他には埼玉県内に1校、群馬県内に3校の市立女子高がそれぞれ平成期まで存在したがいずれも共学化した。共学化せずに廃校になったのは本校だけである）。
- 昭和初期にも熊谷市立女子高等学校という学校が存在したが戦後間もなく県立の熊谷女子高校に統合された。
- 廃校後、一時校舎はテレビドラマやコマーシャルの撮影などに活用されていた。
  - 2008年10月、忽那汐里が出演するグリコ「ポッキー」のコマーシャル「はじけて学園天国篇」で校舎全体を使った撮影が行われた。
- 2011年3月11日に発生した、東日本大震災避難・屋内退避圏からの避難民向けの避難所として、同18日より利用開始した（東北関東大震災で避難されてきた方の一時避難場所について）。同31日、同日を以て避難所機能を終了するさいたまスーパーアリーナからの避難民移転受け入れ施設のひとつとして、福島県南相馬市民34人を受け入れていた（さいたまスーパーアリーナに避難している方々への対応について：埼玉県・県政ニュース3月28日）
- 2013年10月1日より、熊谷市スポーツ・文化村「くまぴあ」となった（熊谷市スポーツ・文化村「くまぴあ」：熊谷市ホームページ）。

## 沿革
- 1963年（昭和38年） - 熊谷市立女子高等学校開校
- 2008年（平成20年）3月7日 - 最後の卒業式挙行
3月8日 - 閉校式典挙行
3月31日 - 廃校

## クラブ
- サッカー部・バスケットボール部・野球部・テニス部・弓道部・柔道部・バドミントン部・卓球部・音楽室・文化部

## おもな卒業生
- 生駒佳与子 - 女子プロゴルファー

## 交通
- 朝日バス・熊谷駅－バイパス経由－（東武CITY）妻沼線：市立女子高入口停留所（現 テレビ熊谷前停留所）下車、徒歩。